# Oberea lutea
Oberea lutea là một loài bọ cánh cứng trong họ Cerambycidae.